# Isla Guafo
Isla Guafo är en ö i Chile.   Den ligger i regionen Región de Los Lagos, i den södra delen av landet, 1 200 km söder om huvudstaden Santiago de Chile. Arean är 300 kvadratkilometer.
Terrängen på Isla Guafo är lite kuperad. Öns högsta punkt är 350 meter över havet. Den sträcker sig 18,2 kilometer i nord-sydlig riktning, och 22,9 kilometer i öst-västlig riktning.
I omgivningarna runt Isla Guafo växer i huvudsak blandskog.